# 纳尔辛格伊
纳尔辛格伊（Narsingi），是印度安得拉邦Rangareddi县的一个城镇。总人口6182（2001年）。

## 人口
该地2001年总人口6182人，其中男性3241人，女性2941人；0—6岁人口894人，其中男467人，女427人；识字率58.56%，其中男性为59.86%，女性为57.12%。